# Jean Pierre Cáncar
Jean Pierre Cáncar (Chanchamayo, departamento de Junín, 8 de julio de 1987) es un futbolista peruano. Juega de defensa lateral y su equipo actual es Amazon Callao de la Liga 3 de Perú. Tiene 37 años.

## Trayectoria
Jean Pierre Cáncar es natural de Chanchamayo. A los 14 años debutó en la Copa Perú jugando por el Efugel de esa localidad. A los 17 años se trasladó a Lima y se probó en las divisiones menores del Sport Boys, donde fue aceptado. En el 2006, Cáncar fue promovido al primer equipo del Sport Boys. Roberto Mosquera, entrenador del equipo rosado en ese entonces, lo hizo debutar profesionalmente contra Sporting Cristal en el Estadio San Martín de Porres, donde su equipo cayó por 2–0. Actualmente, se desempeña como lateral derecho; sin embargo en las categorías inferiores, Cáncar se desempeñaba como volante de contención o como delantero. En 2015 descendió con Cienciano.

## Selección nacional
Ha sido internacional con la selección Sub-20 del Perú. Sin embargo, cuando atravesaba su mejor momento futbolístico en el cuadro rosado, fue dejado de lado para el Campeonato Sudamericano Sub-20 de 2007 en Paraguay.

## Clubes
| Club                    | País | Año         |
| ----------------------- | ---- | ----------- |
| Sport Boys              | Perú | 2006 - 2008 |
| Sporting Cristal        | Perú | 2009 - 2011 |
| Cienciano               | Perú | 2012        |
| Los Caimanes            | Perú | 2013        |
| León de Huanuco         | Perú | 2014        |
| Cienciano               | Perú | 2015 - 2017 |
| Los Caimanes            | Perú | 2018        |
| Credicoop San Cristóbal | Perú | 2019 - 2022 |
| Episa Pacocha           | Perú | 2023        |
| UCV Moquegua            | Perú | 2023        |
| Scratch FC              | Perú | 2024        |
| Amazon Callao           | Perú | 2025 -      |

## Palmarés
| Título           | Club         | País | Año  |
| ---------------- | ------------ | ---- | ---- |
| Segunda División | Los Caimanes | Perú | 2013 |

- Datos: Q6171348